# Прелестное (Донецкая область)
Преле́стное (укр. Прелесне) — село в Черкасской поселковой общине Краматорского района Донецкой области Украины.

## Общие сведения
Население по переписи 2001 года составляло 694 человека.
Почтовый индекс — 84161. Телефонный код — 626.

## Географическое положение
Село Прелестное расположено на правом берегу реки Сухой Торец. Выше по течению (6 км) — с. Майдан. Через село проходит автодорога Краматорск − Барвенково − Лозовая. Расстояние к районному центру городу Краматорск по автодороге — 23 км.

## История
Село Прелестное исторически принадлежит к Слобожанщине. Известно с XVIII века, когда выходец из Молдовы дворянин Бантыш, что участвовал в походах Петра I, поселился в этих местах. Бантыши и Бантыш-Каменские — нетитулованный российский дворянский род, имеет молдавское корни. Фамилия происходит от молдавского слова «бан», аналогичного русскому «господин». Одним из его представителей является известный историк, автор книги «История Малой Руси» (1822) Дмитрий Бантыш-Каменский. Книга была очень популярна в те времена, и повлияла на рост национального сознания украинцев. Первое название села — Веселое. По местным преданиям, это название возникло из-за пестрого национального состава первых жителей, собранных в село из разных местностей Василием Васильевичем Бантышем. Рассказывают, что когда господин привез себе невесту, тоже издалека, то она, увидев окружающий пейзаж, выкрикнула: «Прелестно!» Отсюда и нынешнее имя села.
Бантыш Василий Васильевич (1740—1812) первый предводитель дворянства Торского уезда Харьковской губернии, немало сделал для развития села Прелестное и окружающей территории, добился, чтобы железная дорога прошла через Тор (сейчас город Славянск). Жили в селе Прелестное несколько поколений Бантыша, потомков Василия Васильевича. Его внук Александр Федорович Бантыш в 1837 году построил двухэтажный дом, что сохраняется и по сей день. Усадьба находится в парке, являющегося памятником садово-парковой архитектуры XIX века. В доме-флигеле, расположенном рядом, некоторое время жил известный русский писатель украинского происхождения Григорий Данилевский, автор исторических романов «Княжна Тараканова», «Мирович», «Сожженная Москва». Он написал здесь автобиографическую повесть «Девятый вал», в которой есть рассказ о селе.
Владение статского советника Василия Васильевича Бантыша. Лежит на правой стороне г. Сухого Торца при овраге Клиновом. В нем деревянная церковь во имя святителя Василия Великаго, господской жилой дом. При нем регулярный сад, на означенной речке мучная мельница о двух поставах, действующая во весь час. Сверх оной выстроено еще три ветряных, с коих помольного хлеба собирается в году к 100 четвертей.
Дача же помянутого села Прелестное простирается с правой стороны Сухого Торца. В нем крестьян эго Бантыша великоросов — 4 муж. и 1 жен. Его жены — 3 муж. и 2 жен. дочери Елизаветы — 4 и 2 новороссийских оного же — 373 и 380. Земли под поселением — 100 дес. Пашни — 3000 дес. Сенокосу — 880 дес. Леса дровяного — 20 дес. Неудобий — 400 дес. Всего — 96 дворов, 384 муж. и 385 жен., 4400 дес.
(Государственный архив Харьковской области. — Ф. 24. — Оп. 3. — Д. 17. — Л. 43—44)

## Памятные места и музейный комплекс села Прелестного
Расположены вокруг деревни четыре тысячи гектаров соснового леса, река и озера делают воздух в селе Прелестном таким, как и в Святогорске, известной курортной зоне. Населенный пункт действительно примечателен не только живописной природой, но и памятниками архитектуры, истории и народной культуры, что удалось сохранить до наших дней.

### Усадьба Бантыша
Усадьба, принадлежавшая в свое время трем поколениям наследников, и сейчас не потеряла своей исторической и архитектурной ценности. Прежде всего это касается двухэтажного дома помещика, построенного в 1837 году, и домика-флигеля, где некогда жил учитель семьи, писатель Григорий Данилевский. А сама усадьба находится в парка, являющегося памятником садово-парковой архитектуры XIX века, после революции был дом отдыха железнодорожников, а после войны — интернат и пионерский лагерь. В Донецкой области сохранились лишь два садово-архитектурных памятника — Святогорский монастырь и усадьба Бантыша.

### Музей народной архитектуры, быта и детского творчества
Музей народной архитектуры, быта и детского творчества состоит из сельского подворья XIX века — ветряк, дом, амбар, кузница, колодец, ульи. Внутреннее убранство дома дает представление о жизни того периода. Кроме скромной мебели, имеется ткацкий станок, прялка, керамическую посуду и одежду.
Художественная детская студия-школа и музей в селе Прелестное созданы более двадцати лет назад Александром Ивановичем Шевченко — учителем и художником, сохраняет этнографические ценности Слобожанщины. Экспонаты завозили со всей округи — из сел Бригадировка, Сидорово, Маяки, ветряк — из Харьковской области. Прежде чем везти, бережно разбирали и нумеровали детали, а потом на месте собирали и реставрировали. В археологическом отделе — кости, зубы мамонтов, окаменелые деревья, раковины, минералы.
Основу экспозиции детского творчества составляют работы воспитанников Александра Шевченко, руководителя детской художественной студии «Синяя птица», которые были лауреатами многих международных выставок в Праге и Софии, Париже, Будапеште и Москве. Кроме того, в музее есть зал с рисунками детей из разных стран мира.
Сейчас музей в селе Прелестном филиал Донецкого областного художественного музея и принадлежит к выдающимся достопримечательностям Донецкой области.
Работает с 9 до 16 часов, выходные — понедельник, вторник.

## В Прелестном родились
Демьяненко, Владимир Иванович (1939 г.) — прозаик-документалист, поэт. Член Союза журналистов Украины. Отличник народного образования.

## Экономика
Молочная ферма и свиноферма. Филиал «Колос» агрофирмы «Шахтёр». Значительное количество местного населения работает на машиностроительных заводах Краматорска.

## Объекты социальной сферы
- Магазин
- Детский сад
- Детский оздоровительный лагерь (ныне недействующий)
- Средняя школа
- Изостудия
- ФАП

## Достопримечательности
- Усадьба помещика Бантыша
- Памятник воинам, погибшим в Великую Отечественную войну.
- Бантышевский бор (район станции Бантышево). Лес, насаженный паном Бантышем на бесплодных засушливых песчаных почвах. Возле леса установлен памятный знак о закладке бора.
- Музей народной архитектуры, быта и детского творчества: экспонаты под открытым небом «селянська хата» (сельский дом) и «млин» (мельница) — на въезде в село Прелестное со стороны села Майдан. Школьная изостудия с выставками картин, народного творчества, творчества учащихся школы.

## Транспорт и связь
Ближайший остановочный пункт железнодорожной дороги — Прелестнянский, где останавливаются электропоезда направления Краматорск — Лозовая. Ближайшая узловая станция — Славянск. Имеется автобусное сообщение с районным центром Краматорск, городами Барвенково и Славянск.
В селе имеются почтовое отделение и телеграф.

## Местная власть
84162, Донецкая область, Краматорский район, пгт Черкасское, ул. Ясная, 3.